# 里皮 (弗罗西诺内省)
里皮（義大利語：Ripi）是意大利弗罗西诺内省的一个市镇。其面积31.6平方公里，2004年时人口为5256人。
里皮位于罗马东南80公里、弗罗西诺内省首府弗罗西诺内以东7公里，与阿尔纳拉、博维莱埃尔尼卡、切普拉诺、波菲、斯特兰戈拉加利、托里切、韦罗利等市镇接壤。